# Pallenis spinosa
Pallenis spinosa é uma espécie de planta com flor pertencente à família Asteraceae. 
A autoridade científica da espécie é (L.) Cass., tendo sido publicada em Dictionnaire des Sciences Naturelles 37 1825.

## Portugal
Trata-se de uma espécie presente no território português, nomeadamente os seguintes táxones infraespecíficos:
- Pallenis spinosa subsp. spinosa - presente em Portugal Continental. Em termos de naturalidade é nativa da região atrás referida. Não se encontra protegida por legislação portuguesa ou da Comunidade Europeia.